# كيكو سايتو
كيكو سايتو (باليابانية: 斉藤 慶子) هي آيدولة يابانية وممثلة يابانية، ولدت في 14 يوليو 1961 في كوباياشي في اليابان.

## وصلات خارجية
- الموقع الرسمي